# Ferhat Tunç

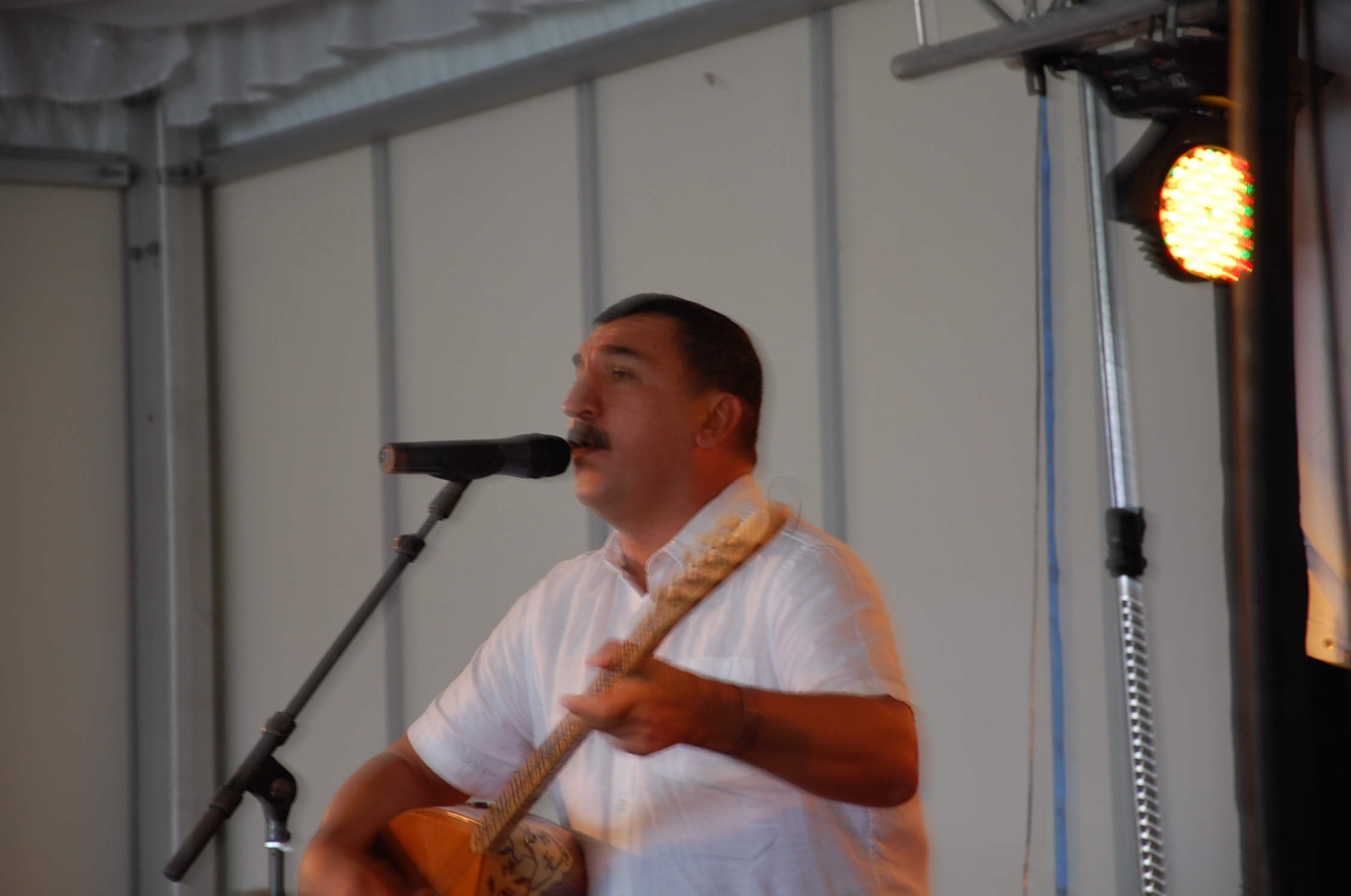
Ferhat Tunç

Ferhat Tunç (* 14. März 1964 in Babaocağı, Ovacık, Tunceli; bürgerlich Ferhat Tunç Yoslun) ist ein Musiker und Menschenrechtler kurdischer Herkunft sowie Politiker der Partei BDP (Barış ve Demokrasi Partisi), der sich für eine Lösung der Minderheitenfrage der Kurden und Aleviten und für die besonderen Interessen der Bevölkerung von Tunceli (kurdisch/zazaisch Dêrsim) einsetzt.

## Kindheit und Jugend
Ferhat Tunç wurde am 14. März 1964 als erstes Kind einer alevitisch-kurdischen Familie in der Provinz Tunceli in der östlichen Türkei geboren. Von Kindheit an in der ländlichen Bergregion mit alevitischen Volksliedern seiner Großeltern aufgewachsen, trat sein Gesangstalent schon zur Grundschulzeit hervor. Als sein als Gastarbeiter in Deutschland arbeitender Vater zu Ferhats Mittelschulzeit ein Haus in Tunceli erwarb, siedelten die sechs Geschwister mit ihrer Mutter in diese Stadt über, die ein Zentrum der alevitischen und zazaisch (regional auch als „Kırmancki“ bezeichnet) sprechenden Minderheit unter den Kurden in der Türkei darstellt. Zu seiner Gymnasialzeit verfügte Ferhat Tunç schon als „kleiner Ozan von Dersim“ über eine gewisse regionale Bekanntheit und folgte seinem Vater bereits 1979 nach Deutschland, wo er an der Volkshochschule in Rüsselsheim Deutsch erlernte.

## Künstlerischer Werdegang
1982 erschien in Westdeutschland sein Debütalbum „Kızılırmak“, er lernte im selben Jahr in Frankfurt am Main den Musiker Darnel Summers kennen, gründete mit ihm und weiteren Musikern seine erste Band und tourte durch die Bundesrepublik Deutschland und benachbarte Länder. 1984 erschien das Album „Bu Yürek Bu Sevda Var İken“, nachdem er eine Gesangsausbildung an der Musikschule der Universität Mainz begonnen hatte, die er ein halbes Jahr später jedoch wieder abbrach, um das Leben als tourender Musiker fortzuführen. 1985 kehrte er erstmals wieder in die Türkei zurück, wo er auch seine aufgrund der politischen Verhältnisse vernachlässigte „Muttersprache“ Zazaisch besser erlernen wollte. Um sich eine neue musikalische Existenz aufzubauen, schloss er sich dem Musiker Hasan Hüseyin Demirel an, der im berühmten Istanbul-Unkapanı eine neue Firma für Musikproduktionen schaffen wollte, und wohnte mit ihm und dem heute bekannten Sänger Emre Saltık ın einer bescheidenen Wohnung in Istanbul. Innerhalb einer Woche nahm Tunç sein Album „Vurgunum Hasretine“ auf, konnte zunächst aber keine Firma zur Veröffentlichung bewegen, da der eigentlich moderate Inhalt aufgrund der angespannten politischen Lage in der Türkei zu brisant war. Nach vergeblichen Versuchen von Tunç in Deutschland gelang es Demirel dann doch in Istanbul einen Vertrieb zu finden, der das Album auf den Markt brachte, was für Tunç den künstlerischen Durchbruch brachte. 1988 lernte er Ahmet Kaya kennen, der als praktisch erste und einzige oppositionelle Stimme offiziell geduldet wurde. Mit ihm kam es in der Folge zu gemeinsamen Konzerten und Tourneen, mehrmals auch in Deutschland.

## Politische Einflüsse auf Tunçs Schaffen
Schon in seiner Kindheit kam Ferhat Tunç durch die alevitische Musik mit einer von politisch-oppositionellen Andeutungen angereicherten Musikkultur in Berührung, noch dazu in der „kurdischen“ Region Dersim, einer nach außen geographisch von Gebirgsketten und kulturell durch homogenes Alevitentum stark isolierten Region, in der die türkische Armee 1937/1938 alevitische Kurdenaufstände massiv niedergeschlagen hatte, worauf vor Ort eine türkisch benannte Stadt „Tunceli“ ausgebaut worden war. Diese wechselvolle Geschichte von Aufständen, Krieg, Flucht und Vertreibung in Dersim, ebenso wie die Zugehörigkeit zu den Minderheiten der alevitischen Religion, der „kurdischen“ Bevölkerung und der zazaischen Muttersprache spiegeln sich neben der lokalen Naturverbundenheit in musikalischen Kompositionen, Autorenschaft, Liedertexten, sowie in politischen und sozialen Aktivitäten des Künstlers vielfach wider.
In den 1970er Jahren mit ihren heftigen und blutigen Konfrontationen links- und rechtsgerichteter gesellschaftlicher Strömungen entwickelte Tunç, wie viele andere Aleviten, starke Sympathien für die kommunistische Bewegung und ihre türkische Ikone İbrahim Kaypakkaya. In Tunceli, als Hochburg der politischen Linken auch scherzhaft „Küçük Moskova“ (türk. für „Klein Moskau“) genannt, herrschte geradezu revolutionäre Stimmung, und der seinerzeit in Deutschland lebende Ferhat Tunç verstand sich in dieser Phase als revolutionärer Sänger und seine Musik als Werkzeug für die Revolution. Der Militärputsch in der Türkei 1980 mit seiner Verhaftungs- und Tötungswelle für viele Tausende Linke, Intellektuelle, Arbeiter und Bauern verzögerte seine Rückkehr in die Türkei ebenso wie der Umstand, dass seine Auftritte in der Bundesrepublik vorwiegend vor Publikum aus dem linken türkisch-kurdischen Spektrum seine Verfolgung durch die Militärregierung in der Türkei möglich erscheinen ließen.
Nach seiner Ankunft 1985 zurück in der Türkei wurde er eine Woche lang in Ankara verhört, drangsaliert und gefoltert. Er traf dort eine noch immer von Sondergesetzen und Massenprozessen veränderte Gesellschaft an. In seine Konzerte und Alben integrierte er nun stets auch einige Lieder der bis 1991 in der Türkei verbotenen Sprachen Zazaki und Kurmandschi, was die gesellschaftliche Brisanz seiner politischen Texte steigerte. Konzerte wandelten sich damals allmählich zu den zentralen gesellschaftlichen „Meetings“ von Oppositionellen. Tunç unterstützte inzwischen Arbeiterstreiks, Kämpfe um Demokratisierung der Türkei und die zaghaft entstehende Umweltbewegung der Türkei. Mehrmals kam es zu seiner Verhaftung, zu Konzertverboten und zu Aufenthalten im Polizeigewahrsam.
Dennoch zeichnet sich seine musikalische Karriere auch durch wirtschaftlichen Erfolg und Professionalität aus. Er beschränkt sich mit seiner türkischen Volksmusik und mit seiner Özgün- oder Protestmusik nicht auf extrem linksgerichtetes Publikum, sondern sorgt durch die Begleitung von einer eigenen festen Band auf den Konzerten, durch Fernsehauftritte und Musikclips für seine hohe Popularität und gute Verkaufszahlen. Rückhalt findet Tunç bei befreundeten Intellektuellen wie Akın Birdal, Yaşar Kemal, Eşber Yağmurdereli oder Yılmaz Erdoğan. Er selbst unterstützte zum Beispiel Stücke von im Exil lebenden Künstlern wie dem kurdischen Rockmusiker Ciwan Haco oder dem Armenier Aram Tigran aus Syrien.
In einer Stellungnahme zu der politischen Zensur in der Türkei gibt er Umstände und Gründe für sein Bestreben an, über 25 Jahre lang in seiner Musik offen Tabus des türkischen Staates angesprochen zu haben: „Die Kurden spielen in diesem Problem eine große Rolle, weil ich selbst ein Kurde gewesen [bin], die Aleviten spielen eine große Rolle, weil ich selbst Alevit bin, die Menschen aus Dersim spielen eine große Rolle in dieser Wahrheit, weil ich aus Dersim war. Sicherlich – diese Sammlung, also Kurde zu sein, Alevit zu sein und aus Dersim zu sein, bringt mich in eine Situation als Musiker oder als jemand, der seine Ideen oder seine Meinung veröffentlicht, deswegen […] bekomme ich Schwierigkeiten von der Regierung und von dem türkischen Staat. […] Es gibt sicherlich viele Probleme in der Türkei. Zum Beispiel, das erlebe ich seit Jahren, als ich noch Kind war: ich könnte jetzt nicht meine Muttersprache […] sprechen, weil das verboten war. Ich kann meinen Glauben [als] Einrichtung nicht erleben […], weil ich als Alevit […] verboten war und jetzt möchte ich das alles begreifen können und durch mich Millionen Menschen, dass die wissen, [dass wir] solch ein Problem gehabt haben und jetzt nicht mehr haben wollen, nicht mehr erleben wollen.“

## Karriere und Engagement in der Politik
Ferhat Tunç kandidierte für die Parlamentswahlen 2007 als unabhängiger Kandidat der DTP, da diese mit sogenannten "Bin Umut Adaylari" ins Rennen gingen, wurde aber nicht auf die Wahlliste der Partei gestellt, weil Şerafettin Halis als Kandidat gewählt wurde, welcher wiederum mit 30 % der Stimmen in der Provinz Tunceli in die Große Nationalversammlung gewählt wurde. Ferhat Tunç nahm aktiv an der Wahlkampagne der DTP teil.
Er wurde mehrmals verhaftet, unter anderem als die PKK im Gebiet Kutudere einen Soldaten entführte und Ferhat Tunç dessen Freilassung forderte. Dennoch wurden ihm angebliche Kontakte zur PKK vorgeworfen und er wurde mehrere Tage inhaftiert.
Für die Parlamentswahlen in der Türkei 2011 kandidierte er wieder als unabhängiger Kandidat für Tunceli, errang aber abermals kein Mandat.
Yoslun verließ die Türkei und musste sich aufgrund der gegen ihn eingereichten Klagen in Deutschland niederlassen. Der Titel des letzten im Jahr 2016 eingereichten Verfahrens lautet Kobani.
Am 25. September 2018 wurde er wegen Propaganda für eine Terrororganisation zu einem Jahr, elf Monaten und zwölf Tagen Haft verurteilt. In seiner Verteidigungserklärung gab er nicht zu verstehen, dass er es nicht bereue diejenigen (die YPG und die YPJ) zu rühmen, welche den IS in Kobane bekämpft haben.
Seit 2016 „Beleidigung des Präsidenten“, „Beleidigung des ehemaligen Premierministers Binali Yıldırım“, Für Straftaten wie „Propaganda für eine terroristische Organisation“ und „Unterstützung einer terroristischen Organisation“ wurden gesonderte Verfahren eingereicht. Diese Fälle versperrten auch die Rückkehr in die Türkei.
Aufgrund der gegen ihn eingereichten Klagen wurde vom Staat der Republik Türkei über Interpol über ein „Rotes Bulletin“ ein Fahndungsersuchen für den seit 2016 in Deutschland lebenden Yoslun gestellt. Als Reaktion auf diese Ereignisse gab Yoslun gegenüber DW Türkisch folgende Erklärung ab;
"Ich bin wirklich überrascht von dieser Situation. Nach Ablauf des Schlichtungsverfahrens wurden mehrere Klagen gegen mich eingereicht. Deshalb musste ich die Türkei trotzdem verlassen. Und als ob das noch nicht genug wäre, schickten sie einen Brief über mich an Interpol mit der Bitte um einen „Rotes Bulletin“ Anruf. Ich habe kürzlich ein Lied namens „Çapulcu“ veröffentlicht und ich denke, es war sehr einflussreich."

## Auszeichnungen
- 2010: Freemuse Award der Menschenrechtsorganisation Freemuse für sein Engagement gegen die Zensur von Musik.[8]

## Diskografie

### Alben
- 1982: Kızılırmak
- 1984: Bu Yürek Bu Sevda Var İken
- 1986: Vurgunum Hasretine
- 1987: Ay Işığı Yana Yana
- 1988: Yaşamak Direnmektir
- 1988: İstanbul Konserleri-1
- 1989: Vuruldu
- 1990: Gül Vatan
- 1991: Ateş Gibi
- 1992: İstanbul Konserleri-2
- 1993: Firari Sevdam
- 1994: Özlemin Dağ Rüzgarı
- 1995: Kanı Susturun
- 1997: Kayıp
- 1999: Kavgamın Çiçeği
- 2000: Her Mevsim Bahardır
- 2002: Şarkılarım Tanıktır
- 2003: Nerdesin Ey Kardeşlik
- 2005: Sevmek bir eylemdir
- 2006: Ateşte Sınandık
- 2009: Cığlıklar Ülkesi
- 2012: Dersim
- 2016: Kobani

### Singles (Auswahl)
- 1985: Söyleyin Ağlamasınlar
- 1989: Vay Aslanım
- 1989: Vuruldu
- 1989: Özgürlük Mahkumları
- 1991: Özlemin Dili Olsaydı
- 1992: Kanmasınlar
- 1994: Alır Dağlar
- 1995: Bir Kanar Dağ Türküsü
- 1995: Ağlasın Yüreğim
- 1995: Yaşamak Güzeldir Anne
- 1997: Söyle Nerdesin
- 1997: Metin'e Ağıt
- 1998: Sen Ağlama Yar
- 1998: Yıldızım
- 1998: Can Dostum
- 2000: Sen Ateş Ol Ben Yanayım
- 2006: Qurbana Çavên Te